# Heimefrontfjella
Die Heimefrontfjella ist ein 150 km langes Gebirge in der Ostantarktis, das sich von etwa 13° bis 9°15′W und von 74°15′ bis 75°15′S über eine Fläche von 3900 km² in Nordost-Südwest-Richtung erstreckt. Die Heimefrontfjella liegt im westlichsten Teil des von Norwegen beanspruchten Königin-Maud-Landes. Durch breite Gletscher wird die Heimefrontfjella in vier eisfreie Gebirgsteile gegliedert. Dies sind von Nordost nach Südwest die Kottasberge (norweg. Milorgfjella), XU-Fjella, Sivorgfjella und Tottanfjella.

## Geographie
Die Heimefrontfjella bildet eine stark gegliederte Bruchstufe, die das Inlandeis des Polarplateaus auf über 2200 m Meereshöhe aufstaut. Die Gipfel der Berge ragen meist nur knapp über das Polarplateau hinaus; steile, eisfreie Felswände sind meist nach Norden und Nordwesten exponiert. Der höchste Berg ist der Paalnibba mit 2711 m. Drei mächtige Gletscher teilen die Heimefrontfjella in vier Gebirgsteile, die eigene Namen tragen. Zwischen den Kottasbergen und der XU-Fjella fließt der Haugebreen nach Westen. Die XU-Fjella wird von der Sivorgfjella durch das KK-Dalen getrennt. Die Gletscher vereinigen sich am Fuß der Berge auf dem Aubertisen. Zwischen der Sivorgfjella und der Tottanfjella liegt das Kibergdalen. Dem Gebirge nach Nordwesten vorgelagert ist das vergletscherte, bis 1350 m hohe Ritscherhochland.

## Entdeckung und Erforschung der Heimefrontfjella
Die Heimefrontfjella wurde von der Deutschen Antarktischen Expedition 1938/39 unter der Leitung von Alfred Ritscher (1879–1963) während des ersten photogrammetrischen Fluges am 20. Januar 1939 gesichtet. Der Flug musste jedoch wegen schlechter Sicht frühzeitig abgebrochen werden, und auf der Übersichtskarte der Expedition sind nur die Umrisse des nördlichsten Teils der Heimefrontfjella zu erkennen. Das Gebirge wurde Kottas-Berge nach dem Kapitän des Expeditionsschiffes MS Schwabenland, Alfred Kottas benannt.
Während der Norwegisch-Britisch-Schwedischen Expedition 1949–52 wurde das Gebirge zweimal überflogen. Auf der Grundlage der dabei entstandenen Schrägluftbilder erstellte das Norsk Polarinstitutt zwei topographische Karten im Maßstab 1:250.000, die den nördlichen und südlichen Teil des von Norwegen in Heimefrontfjella umbenannten Gebirges abdecken.

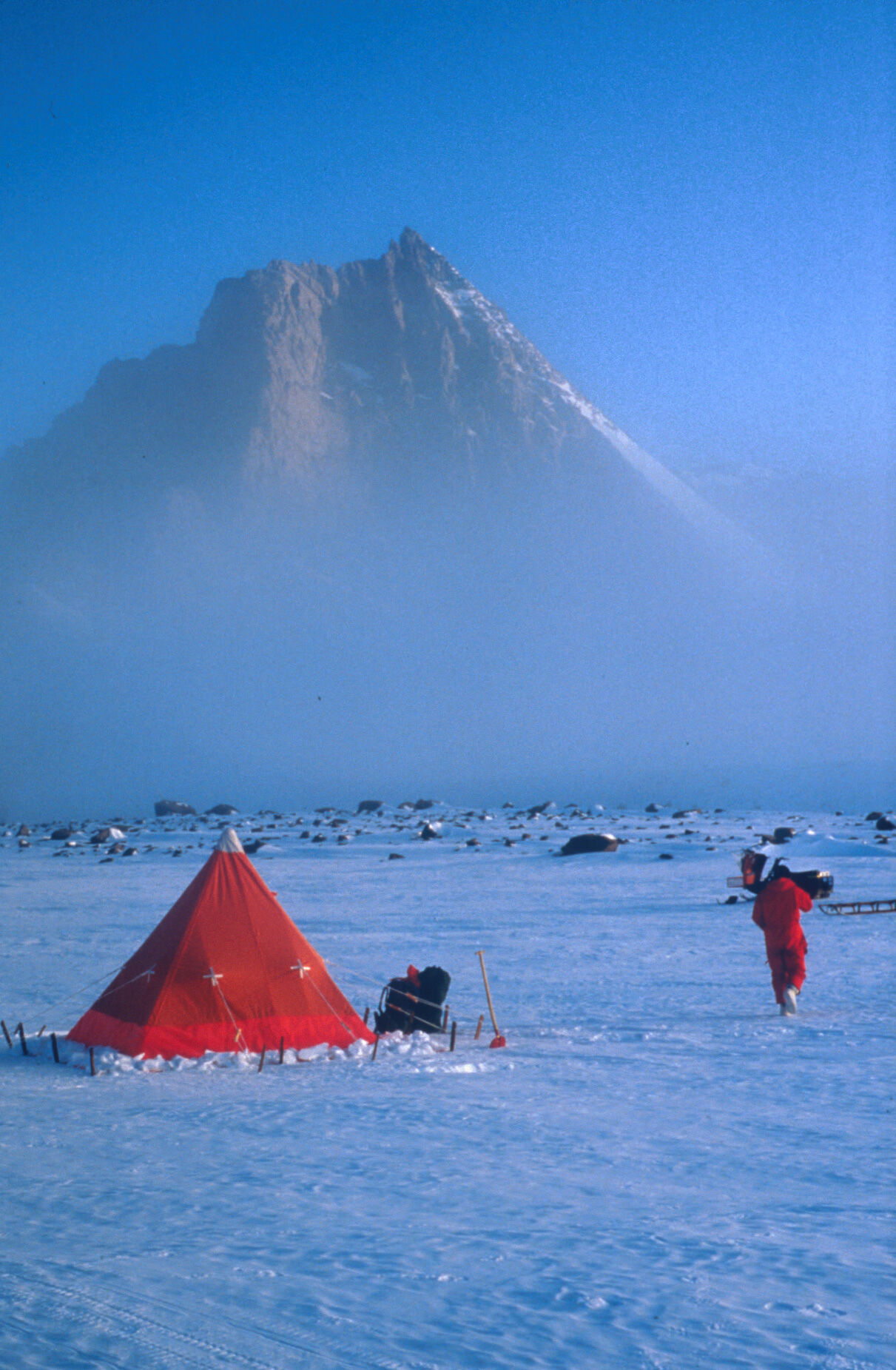
Die Wallnerspitze in der nördlichen Heimefrontfjella.

Im Jahre 1961 wurde die Heimefrontfjella erstmals auf dem Landweg von einer britischen Expedition erreicht, die ein geodätisches und geologisches Programm durchführte. Auch in den folgenden Jahren bis 1966 fanden britische Expeditionen statt, deren Resultate eine geologische Übersichtskarte im Maßstab 1:250.000 und einige grundlegende Veröffentlichungen zur Geologie und Biologie dieser Regionen waren.
Seit 1985/86 war die Heimefrontfjella das Ziel von deutschen und schwedischen Expeditionen. Schwedische Wissenschaftler führten glaziologische Forschungen durch, die deutschen Wissenschaftler konzentrierten sich auf die Geologie und Geophysik des Gebirges. Die geologischen Arbeiten wurden bis zum Südsommer 2000/01 fortgesetzt. Als erstes Gebirge in der Antarktis wurde die Heimefrontfjella komplett im Maßstab 1: 25.000 geologisch kartiert.

## Benennung geographischer Objekte

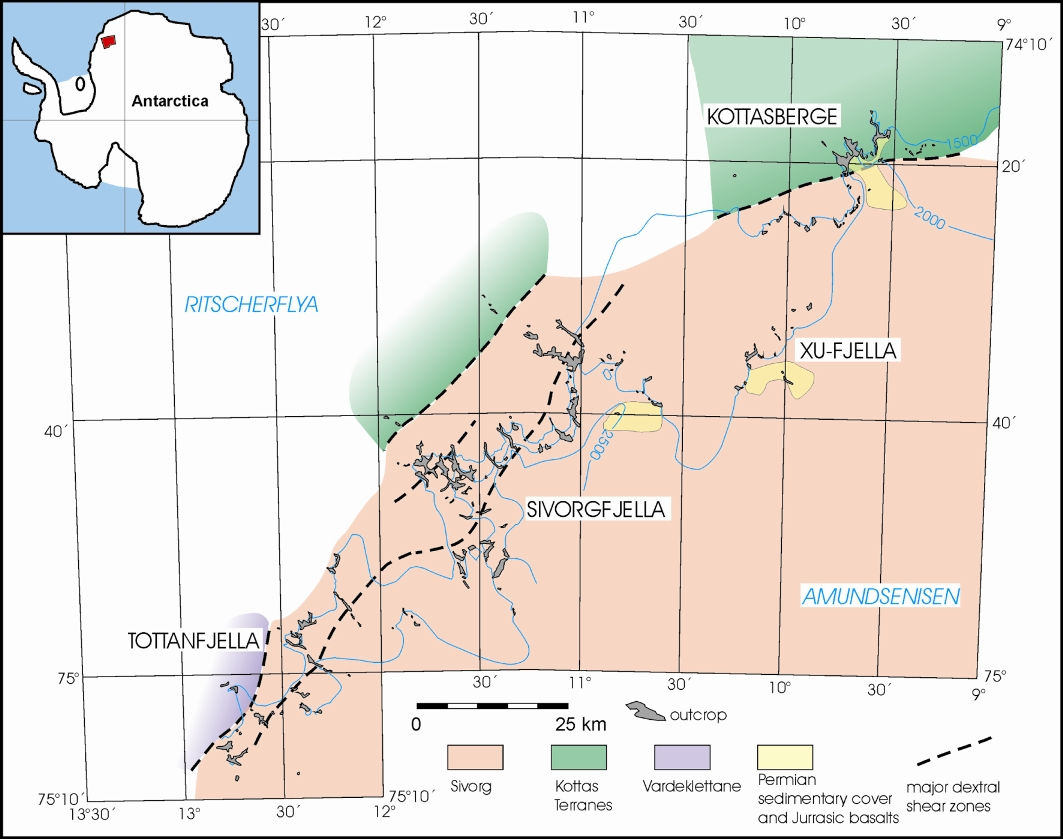
Geologische Übersichtskarte der Heimefrontfjella.

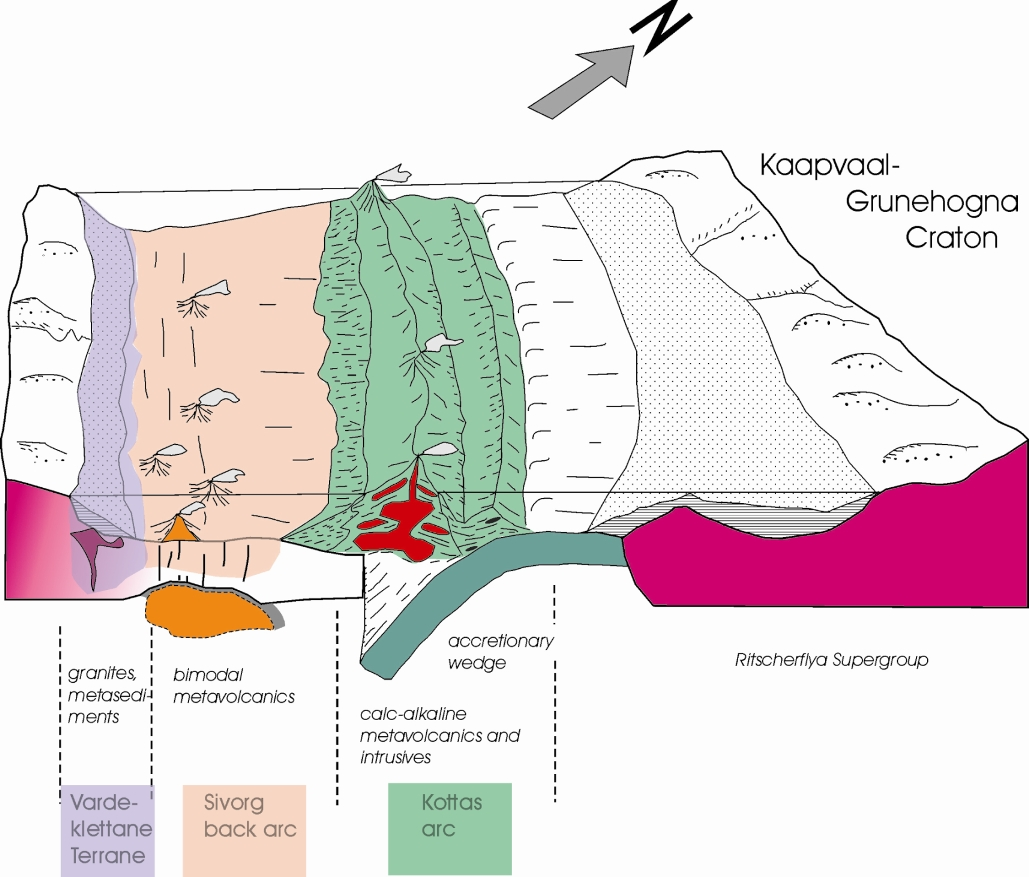
Paläogegraphisches Modell der Heimefrontfjella im Mesoproterozoikum.

Der norwegische Name Heimefrontfjella bedeutet etwa „Heimwehrgebirge“ und erinnert an den norwegischen Widerstand im Zweiten Weltkrieg. So wurden beispielsweise das KK-Dalen und die XU-Fjella nach den Codes für im Untergrund operierende norwegische Widerstandsgruppen bezeichnet. Andere Namen wurden zu Ehren der ersten britischen Geodäten und Geologen vergeben (z. B. Juckeskammen, Bowrakammen, Ardusberget). Zwei Objekte erhielten Namen durch deutsche Expeditionen, die Wallnerspitze und der Weigelnunatak in der nördlichen Heimefrontfjella. Auch wurde der 1939 vergebene Name Kottasberge auf der 2001 publizierten Satellitenbildkarte für das nördlichste Teilgebirge wieder verwendet.

## Geologie
Basierend auf radiometrischen Datierungen, kann man folgende geologische Einheiten in der Heimefrontfjella unterscheiden:
- ein zuletzt im ausgehenden Mesoproterozoikum deformiertes Grundgebirge;
- Teile eines kambrischen Orogens, in dem die älteren Bestandteile des mesoproterozoischen Orogens erneut deformiert und metamorph überprägt wurden;
- ein lokal erhaltenes permisches Deckgebirge mit Pflanzenfossilien und dünnen Kohleflözen;[9]
- Basaltdecken und Basaltgänge, die in den mittleren Jura datiert wurden.[10]

### Metamorphes Grundgebirge
Das mesoproterozoische Grundgebirge ist in den Kottasbergen der nördlichen Heimefrontfjella gut aufgeschlossen, so dass sich die geologische Geschichte dort rekonstruieren lässt. Es dominieren gebänderte Gneise mit einer trondhjemitisch-tonalitisch-dioritischen Zusammensetzung, die mit mehreren Generationen grobkörniger metamorpher Granite vergesellschaftet sind. Die Gesteine entstanden in einem spät-mesoproterozoischen Inselbogen (Kottas Arc) vor 1200 bis 1100 mya. Für die zentrale und südliche Heimefrontfjella wird zur gleichen Zeit ein durch Extension und Magmatismus geprägtes Backarc-Becken angenommen. Der ozeanischen Inselbogen lag südlich vom Kaapvaal-Grunehogna-Kraton. Vor ca. 1080 mya wurde der Tugela-Ozean zwischen dem Inselbogen und dem Kaapvaal-Grunehogna-Kraton geschlossen und die Gesteine des Inselbogens dabei durchgreifend deformiert und metamorphosiert.
Nur der östliche Teil der Heimefrontfjella wurde im Kambrium von einer Gebirgsbildung betroffen, bei der die Gesteine erneut deformiert und metamorph überprägt wurden. Diese Gebirge entstand als Resultat der Kollision von Ost- und West-Gondwana, wodurch einer der größten Gebirgsgürtel der Erdgeschichte, das Ostafrikanisch-Ostantarktische Orogen entstand. Die westliche Grenze des kambrischen Gebirges wird durch eine mehrere Kilometer breite Scherzone markiert.

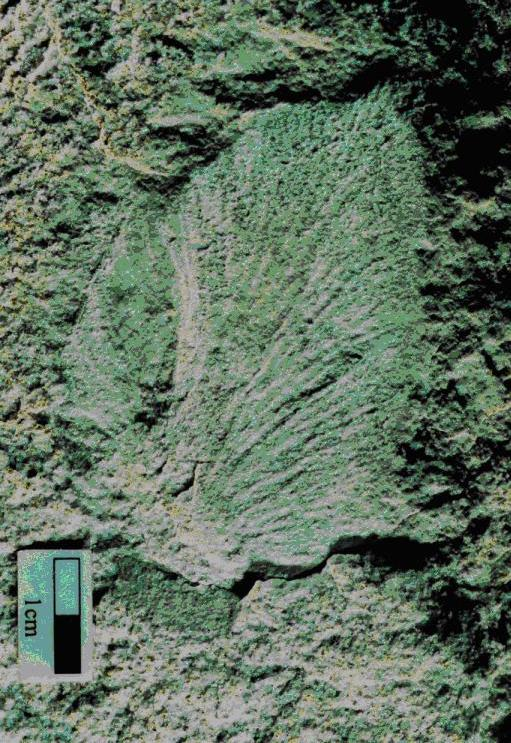
Blattabdruck von Gangamopteris cyclopteroides FEIST, Fundort Kottasberge.

### Unterpermisches Deckgebirge
Nach der Bildung Gondwanas im Kambrium war die Heimefrontfjella lange Zeit Abtragungsgebiet. Gegen Ende des Karbons existierte eine Verebnungsfläche mit geringen Reliefunterschieden auf der sich ein mächtiger Eisschild bildete. Reste dieser Fläche treten in der nördlichen Heimefrontfjella zu Tage und zeigen Gletscherschrammen und Rundhöcker. Nach dem Eisrückzug wurden Sedimente abgelagert, die an der Basis mit Diamiktiten einsetzen. Über den Diamiktiten folgen einige Meter feingeschichteter Sand- und Siltsteine mit Dropstones, darüber folgen helle Feinsande, in denen gut erhaltene Blattabdrücke zu finden sind. Diese Folge stellt die Ablagerung eines Deltas in einem periglazialen See dar. Am Schivestolen, dem höchsten Gipfel der Kottasberge sind darüber noch 140 m gelblicher Sandsteine mit Kohleflözchen erhalten.
Das Alter des Deckgebirges konnte mit palynologischen Methoden auf das Unterperm (Asselium bis Sakmarium) eingegrenzt werden.

## Fauna und Flora
Die Heimefrontfjella weist eine für die kontinentale Antarktis typische Flechtenvegetation mit 18 Arten auf. Es dominieren Krustenflechten der Gattungen Lecidea, Acarospora, Lecanora und Xanthoria. An wenigen Stellen tritt auch die Blattflechte Umbilicaria auf. An nordexponierten Schutthängen wurde die Moose Sarconeurum glaciale und Grimmia sp. entdeckt, die auch in anderen eisfreien Regionen Antarktikas vorkommen. Die einzigen bekannten Landlebewesen sind drei Arten mikroskopisch kleiner Milben und eine Art der Springschwänze.
In der Heimefrontfjella brüten aufgrund der mit 300 km relativ großen Distanz zur Küste nur wenige Paare des Schneesturmvogels Pagodroma nivea und der von seinen Eiern und Jungen lebenden Raubmöwe Stercorarius maccormicki.

## Forschungsstationen

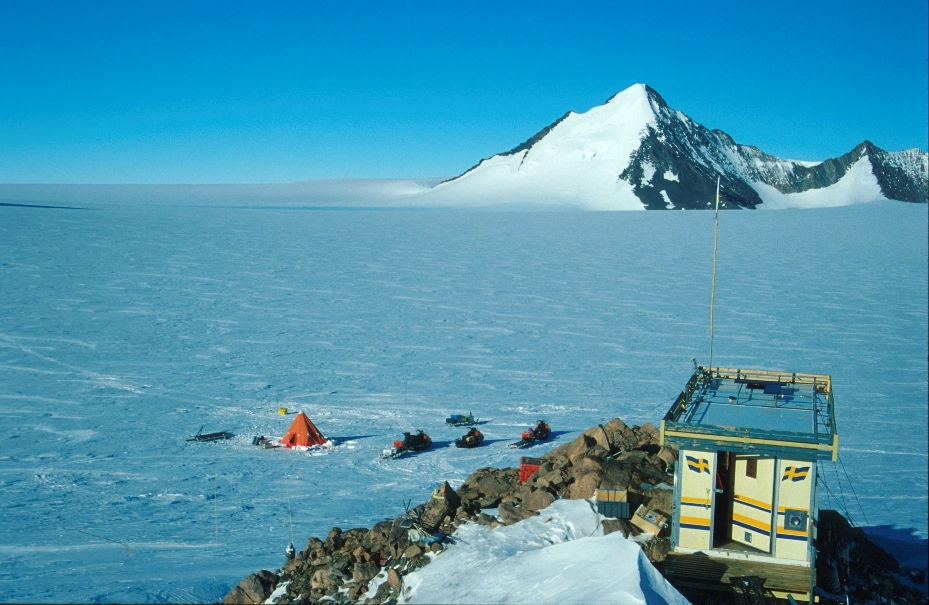
Die schwedische Station SVEA. Blick nach Nordost auf den Gerhardsenuten.

Derzeit (Stand 2009) betreibt nur Schweden eine Forschungsstation in der Heimefrontfjella. Die Svea-Station liegt bei 74°35′S und 11°13′W am Ausgang des Scharffenbergbotnen auf 1245 m Meereshöhe. Svea wurde im Südsommer 1987/88 errichtet und wird nur als Sommerstation genutzt.